# Jack Reacher: Never Go Back
Jack Reacher: Never Go Back és una pel·lícula de thriller d'acció estatunidenca del 2016 dirigida per Edward Zwick, escrita pel mateix Zwick, Richard Wenk i Marshall Herskovitz, i basada en la novel·la del 2013 Never Go Back de Lee Child. És una seqüela de la pel·lícula Jack Reacher del 2012 i és protagonitzada per Tom Cruise i Cobie Smulders, amb papers secundaris de Patrick Heusinger, Aldis Hodge, Danika Yarosh, Holt McCallany i Robert Knepper. La trama segueix a Reacher fugint amb un major de l'exèrcit que ha estat acusat d'espionatge, ja que els dos revelen una fosca conspiració. S'ha subtitulat al català.
El rodatge principal va començar el 20 d'octubre de 2015, a Nova Orleans, i la pel·lícula es va estrenar el 21 d'octubre de 2016, en formats IMAX i convencionals. Va recaptar 162 milions de dòlars a tot el món i va rebre crítiques en diversos sentits, que van elogiar la interpretació de Cruise i les seqüències d'acció de la pel·lícula, però van criticar l'argument.

## Sinopsi
Jack Reacher torna a la seva antiga base militar a Virgínia on descobreix que la seva substituta, Susan Turner, ha estat arrestada per espionatge. Ell sospita que alguna cosa no encaixa i començarà a investigar.